# S100A10
S100A10 (англ. S100 calcium binding protein A10) – білок, який кодується однойменним геном, розташованим у людей на короткому плечі 1-ї хромосоми.  Довжина поліпептидного ланцюга білка становить 97 амінокислот, а молекулярна маса — 11 203.
| 10         |  | 20         |  | 30         |  | 40         |  | 50         |
| ---------- |  | ---------- |  | ---------- |  | ---------- |  | ---------- |
| MPSQMEHAME |  | TMMFTFHKFA |  | GDKGYLTKED |  | LRVLMEKEFP |  | GFLENQKDPL |
| AVDKIMKDLD |  | QCRDGKVGFQ |  | SFFSLIAGLT |  | IACNDYFVVH |  | MKQKGKK    |

A: Аланін

C: Цистеїн

D: Аспарагінова кислота

E: Глутамінова кислота

F: Фенілаланін

G: Гліцин

H: Гістидин

I: Ізолейцин

K: Лізин

L: Лейцин

M: Метіонін

N: Аспарагін

P: Пролін

Q: Глутамін

R: Аргінін

S: Серин

T: Треонін

V: Валін

Задіяний у такому біологічному процесі як ацетиляція. 